# Batalha de Itororó
A Batalha de Itororó foi a primeira batalha ocorrida na Dezembrada, série de batalhas vencidas pela Tríplice Aliança durante a Guerra do Paraguai. A batalha ocorreu em 6 de dezembro de 1868, sob o comando do então Marquês de Caxias, depois da queda da Fortaleza de Humaitá (em 25 de julho de 1868), quando os países da aliança, Brasil, Argentina e Uruguai, perceberam que haviam superestimado o poderio militar do Paraguai. O período de campanha na direção da conquista de Assunção, capital do Paraguai, deu-se no mês de dezembro e essa época ficou conhecida na história como Dezembrada.

## Contexto histórico

### A questão platina
Com a fragmentação do Vice-Reino do Rio da Prata em consequência da queda do Império espanhol, Buenos Aires continuou com o prestígio de capital da unidade do Prata, proclamando sua independência em 1810 e reafirmando-a em 1816 no Congresso de Tucumán. Com esse passo, o processo de fragmentação da região ganhou força e, no ano de 1811, José Gaspar Rodríguez de Francia proclama a independência do Paraguai, um país que, àquela época, era constituído por índios predominantemente da nação Guarani. Entretanto, como o pequeno país encontrava-se em um local pouco estratégico, considerado, ainda, território argentino por Buenos Aires, e não possuía saída para o mar, precisava tornar seu poderio mais forte para garantir a navegação pelo estuário. Essa manobra era vital para a sobrevivência da nova nação paraguaia.
Francia fechou o país e governou-o como um ditador de 1814 a 1840, quando de sua morte. Durante esse período, o país foi isolado e sua economia estatizada. Carlos Antonio López, seu sobrinho, fez-se eleger em 1844, substituindo-o no governo, dando continuidade à ditadura até o ano de 1862, quando morre. Contudo, o governo de Carlos Antonio López reatou as relações com os países da região platina a fim de modernizar a economia atrasada do país e investir em tecnologia.
No ano de 1854, a Argentina reconhece a independência do Paraguai e o país começa a navegar com mais liberdade pelos rios da Prata e Paraná. A partir desse momento, o Paraguai inicia a sua modernização militar, sendo toda a infraestrutura, técnica e mão de obra importadas da Inglaterra. Todavia, o Brasil tinha problemas com o Paraguai, pois este último criava dificuldade de navegação dos navios brasileiros na região, mesmo com o tratado de livre navegação assinado entre os dois países em 1856, e não aceitava o princípio do uti possidetis, que consiste no direito gerado por ocupação como definidor de uma fronteira. Essa difícil relação do Paraguai com a Argentina e o Brasil fez com que aquele aumentasse seus investimentos militares.

## Uruguai e Paraguai

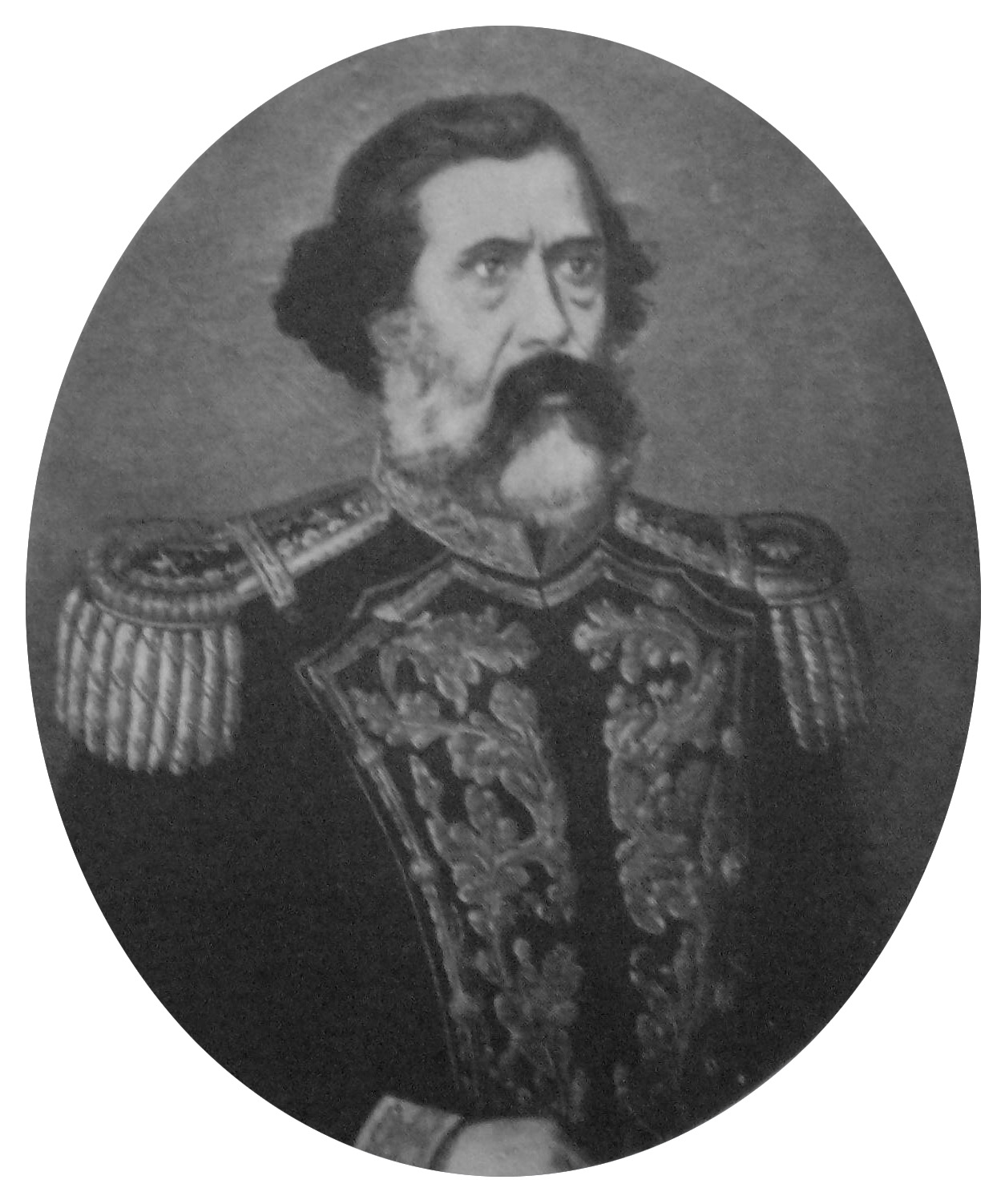
Venâncio Flores.

Com a independência do Uruguai em 1828, o país foi dividido em dois partidos políticos: os blancos, considerados conservadores, e os colorados, considerados liberais. Essa divisão partidária trouxe mais dificuldades para o Brasil, pois os blancos eram hostis ao Brasil e aos brasileiros que viviam em solo uruguaio. Após vários problemas causados pelos blancos aos brasileiros, o Império do Brasil pediu explicações ao Uruguai. Este, por sua vez, pediu ajuda ao governo argentino de Bartolomeu Mitre, que havia permanecido neutro no conflito até então, e concordou aproximou-se do governo brasileiro. Assim sendo, o governo uruguaio procurou o governo ditatorial paraguaio de Francisco Solano López, filho e sucessor de Carlos Antônio López, a fim de propor uma aliança.
Com a invasão do Uruguai por Venâncio Flores, um colorado, em 1863, o Paraguai percebe que precisa agir, pois o cenário é bastante intranquilo para seu governo. Em 1864, porém, sobe, ao poder, um blanco, tornando o contexto político bastante hostil e sensível na região. O Brasil, com receio de que seus nacionais fossem prejudicados, apresenta uma proposta de governo ao Uruguai, a qual é rejeitada. Desta forma, o exército brasileiro invade o território uruguaio em 1864, forçando o governo a ser entregue a Venâncio Flores. Essa medida não agradou aos paraguaios, os quais resolveram entrar de vez na guerra contra o Brasil, apreendendo o navio brasileiro Marquês de Olinda, em Assunção, em 11 de novembro de 1864 e invadindo o Mato Grosso em dezembro do mesmo ano. Não satisfeito, Solano López invade a província de Corrientes em abril de 1865 e ataca o Rio Grande do Sul em junho do mesmo ano.
A resposta brasileira veio com a Batalha Naval do Riachuelo, comandada pelo Almirante Barroso, em 11 de junho de 1865, que destroçou a marinha paraguaia. Em setembro de 1865, as tropas paraguaias rendem-se no Rio Grande do Sul, a chamada Rendição de Uruguaiana. Neste momento, o jogo inverte-se e os aliados passam a atacar e a invadir o Paraguai em abril de 1866.

## Itororó

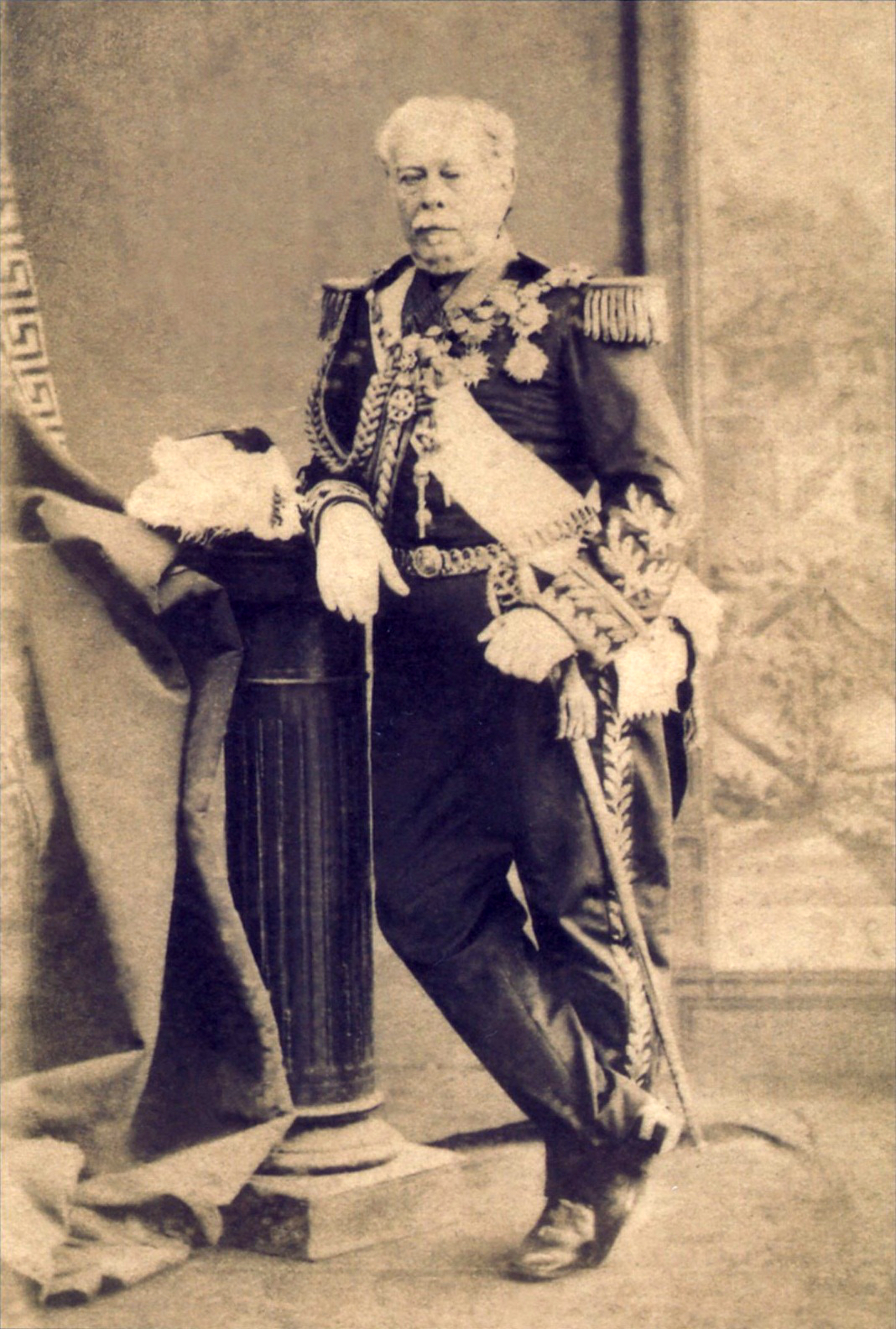
Marechal Marquês de Caxias.

O Rio Itororó é um rio fundo, forte e caudaloso. Sua estreita ponte, famosa pela batalha, cobre um caminho muito acidentado, cheio de desfiladeiros e rochedos com altura de três a quatro metros.
A Batalha de Itororó recebeu esse nome por ter sido travada na ponte do arroio em Itororó, no dia 6 de dezembro de 1868. O exército brasileiro chegou à cidade de Santo Antônio, às margens do Rio Paraguai, e seguiu para o sul onde encontrou a ponte que deveria ser transposta. A missão do exército brasileiro era a de garantir que o exército inimigo se afastasse da ponte e seguisse para o interior, permitindo o avanço das tropas aliadas. Após algumas investidas do exército da Tríplice Aliança, os paraguaios retiraram-se de Itororó, seguindo para o Rio Avaí, onde se deu a segunda batalha da Tríplice Aliança, no total de três, que são conhecidas como Dezembrada. Marquês do Erval, chefiando o Terceiro Corpo de Exército, foi incumbido de perseguir o inimigo e manter contato com o mesmo para que não escapasse.

### Estratégia e números

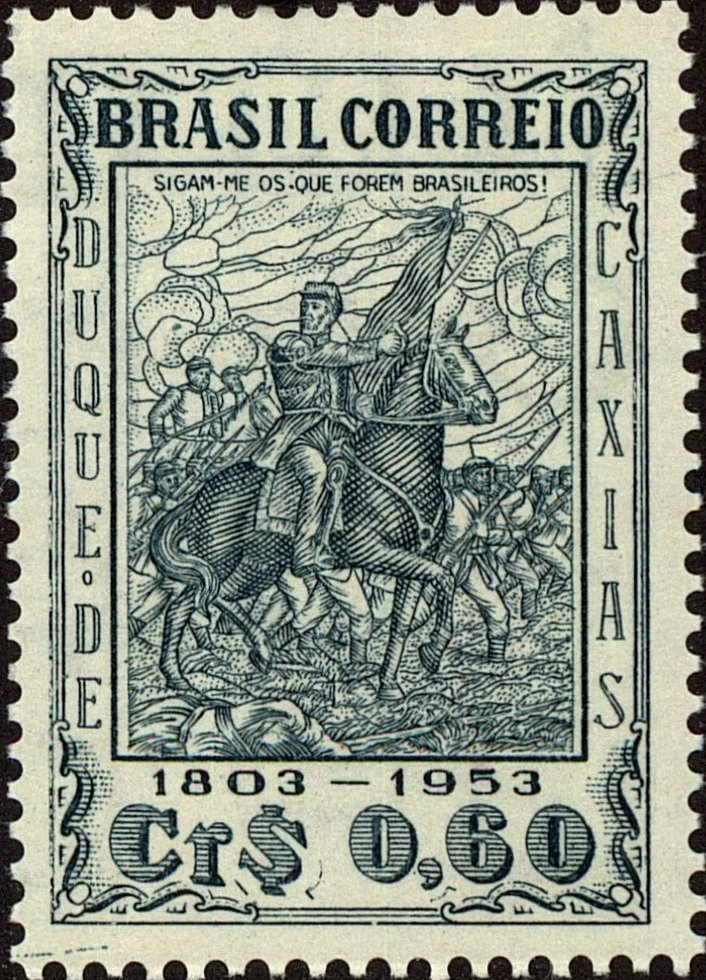
Antigo selo brasileiro retratando o Duque de Caxias na Batalha de Itororó.

A Batalha de Itororó aconteceu em apenas um dia, quando o Marechal Marquês de Caxias, investindo de diversos modos com seu exército contra o inimigo, resolveu, no meio do combate, arremeter contra os paraguaios entrincheirados. Neste momento, o marechal grita para seus compatriotas:
| “ | Sigam-me os que forem brasileiros! | ” |

Essa demonstração de coragem insuflou ânimo nos aliados, conseguindo atacar com mais força, fazendo com que a resistência fugisse para outro ponto do país invadido. Depois desta medida extremada, a cavalaria do Marquês do Erval, a qual havia feito um enorme rodeio tentando um ataque lateral contra as tropas inimigas, consegue, ainda em tempo, chegar para perseguir os fugitivos.
Estima-se que o Brasil tivera cerca de 1 800 homens fora de combate somente nesta batalha, enquanto o Paraguai registrara cerca de 1 200 homens sem condições de continuar no conflito. Além das baixas humanas, o exército paraguaio também registrara a perda de munição e armamento.

## Descrição da batalha

### Detalhamento das unidades

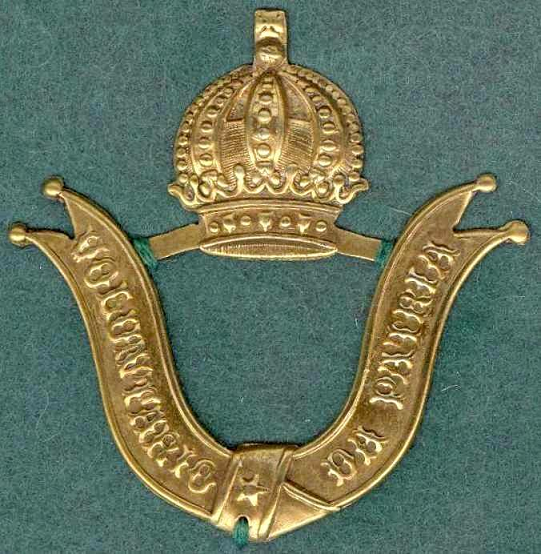
Distintivo dos Corpos de Voluntários da Pátria.

O exército imperial brasileiro recebia uma nova ordem: o 48º Corpo de Voluntários da Pátria, sob o comando do major Secundino Filafiano de Melo Tamborim, passava da 9ª para a 5ª Brigada de Infantaria do coronel Fernando Machado de Sousa. A partir de então, este destacamento contava com os 1º e 13º Batalhões de Infantaria e com os 34º e 48º Corpos de Voluntários.
A Brigada do coronel Fernando Machado, a qual estava reunida com a 2ª Brigada de Infantaria do coronel Domingos Rodrigues Seixas, formava a 2ª Divisão de Infantaria do Coronel Salustiano Jerônimo dos Reis, do 2º Corpo de Exército do marechal Alexandre Gomes de Argolo Ferrão Filho, que seria responsável pela garantia de segurança assim que o exército desembarcasse em Guarda de Santo Antônio, mais precisamente no barranco da margem esquerda. No dia 4 de dezembro de 1868, deu-se o embarque da Infantaria e Artilharia que estavam alojadas na região do Chaco. A Cavalaria, sob as ordens do brigadeiro José Luis de Mena Barreto, seguiu por terra até a cidade fronteiriça de Santa Helena, situada no estado do Paraná, ponto escolhido para o desembarque na margem esquerda do rio.
O exército paraguaio era comandado pelo general Bernardino Caballero, com uma força de cinco a seis mil homens, distribuídos em dezesseis batalhões de infantaria, seis regimentos de cavalaria, além de doze canhões. No comando da infantaria estava o tenente-coronel Germano Serrano, a cavalaria dividia-se em duas alas, sob comando respectivo do coronel Valois Rivarola e do major Juan Lanson. No alto da colina, pouco além da ponte sobre o arroio estava a artilharia, comandada pelo major Moreno.

### Preparativos

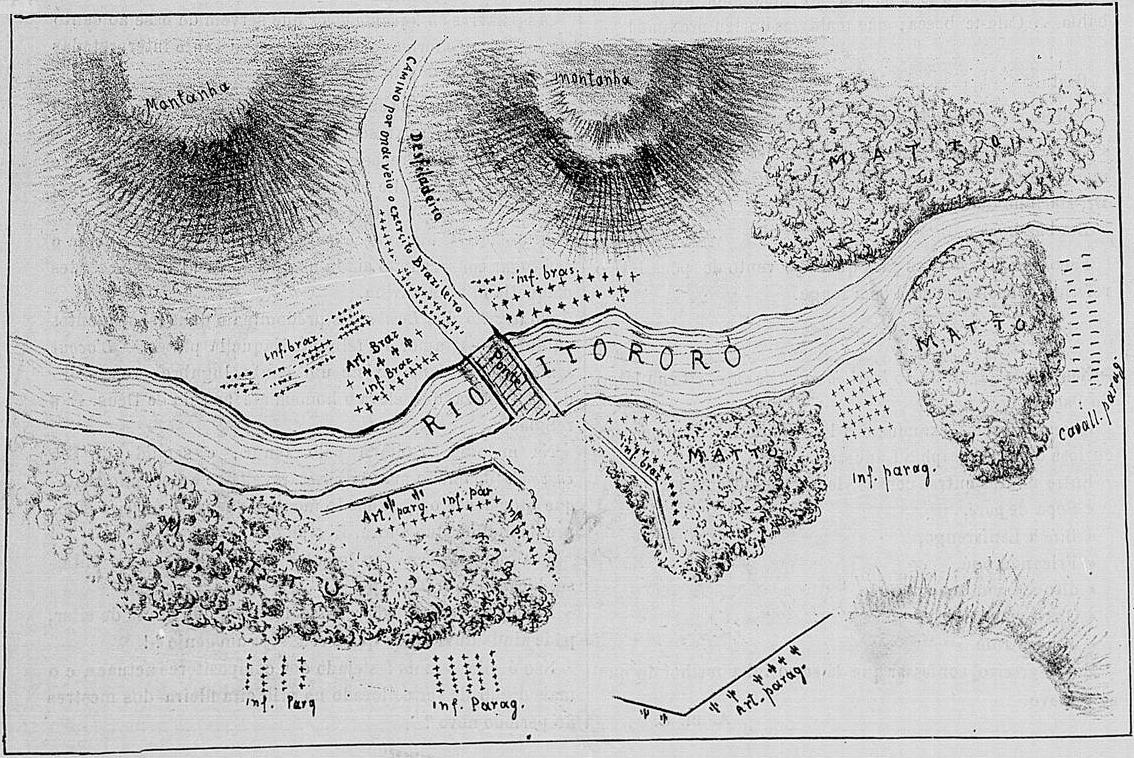
Planta da Batalha de Itororó.

Segundo José Bernardino Bormann, no dia 5 de dezembro, o Marechal Caxias chega para inspecionar o acampamento, a tropa e sua disposição para a empreitada. Interrogado pelo Marquês de Caxias a respeito da ocupação da ponte sobre o arroio Itororó e suas imediações, o General Argolo Ferrão respondeu que não era possível por não dispor de cavalaria suficiente e nem mesmo de mulas para auxiliar na tração da artilharia.
Embora com notícias desagradáveis sobre a ocupação do arroio, Caxias resolveu seguir adiante e ocupar a posição pretendida enviando os Esquadrões de João Niederauer Sobrinho e dois Batalhões de Infantaria, com a promessa de aumentar a força e o poder de fogo com mais infantaria e artilharia assim que chegassem animais para transportar maior carga. O caminho que levava à margem do arroio era tortuoso, com uma vegetação bastante densa que dificultava a movimentação das unidades; no entanto, quando João Niederauer Sobrinho chegou ao local, os paraguaios já se encontravam entrincheirados do outro lado do rio.
Ao cair da noite, Niederauer avisa ao General Argolo sobre o posicionamento inimigo e, por isso, aguarda novas ordens de Caxias. Já na escuridão e sendo o terreno acidentado e pouco conhecido, o Marechal ordenou que Niederauer recuasse, porém que assinalasse ao General as posições estratégicas em que as forças avançadas deveriam permanecer até o amanhecer. Durante a espera, relata-se que as tropas tinham um ar festivo; os soldados estavam à vontade, dançando e cantando ao redor de fogueiras.

## A batalha

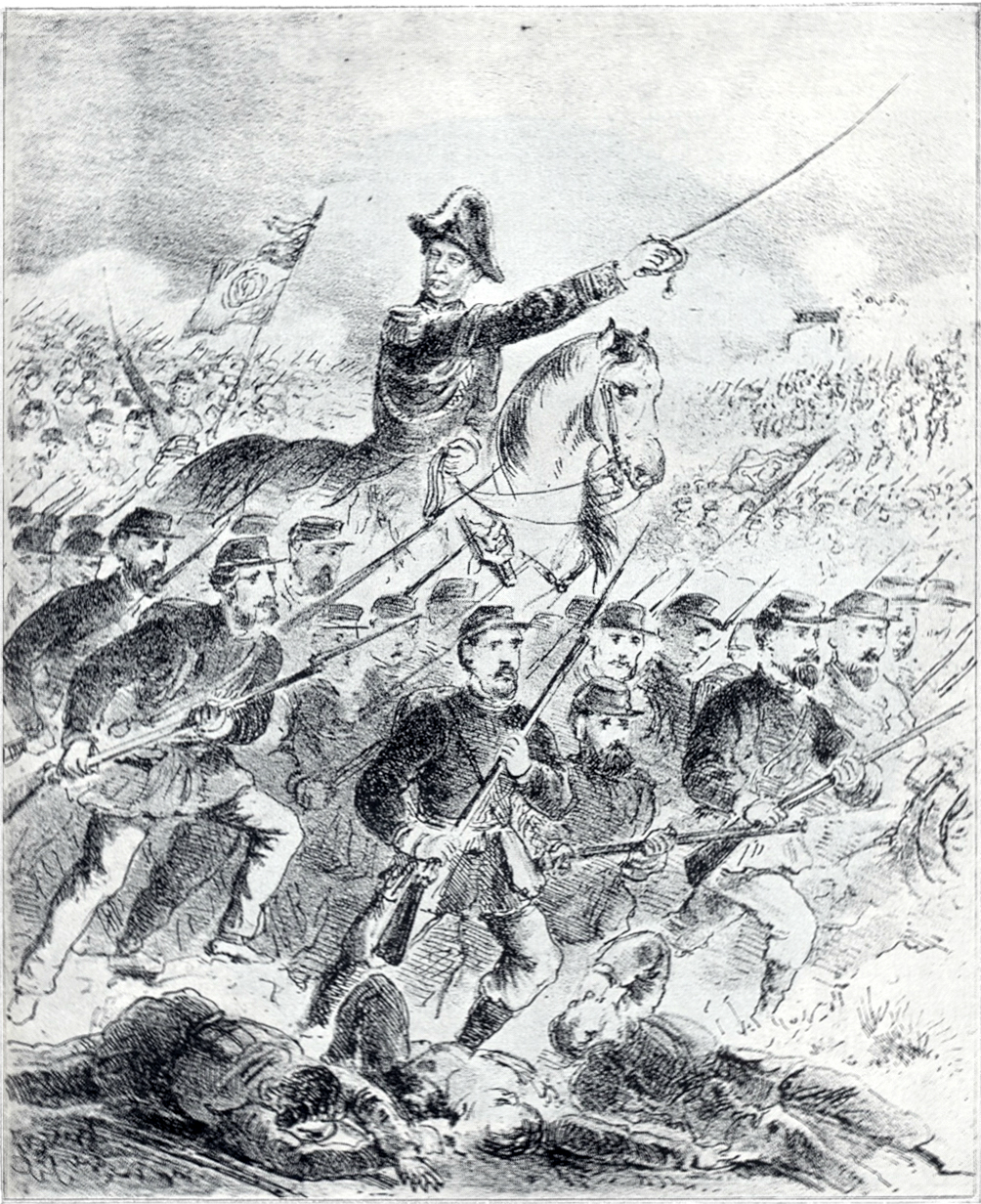
Caxias liderando as tropas brasileiras na Guerra do Paraguai.

Após uma noite de alegria e festividades para contornar o nervosismo, o dia 6 de dezembro chega com silêncio e apreensão. Com o toque de alvorada, os soldados iniciam seus afazeres e aprontam-se para o conflito inevitável.
Para se chegar à ponte de Itororó por meio da cidade de Santo Antônio, as tropas brasileiras percorreriam mais de três quilômetros, por um caminho difícil para a cavalaria e artilharia. Para a segurança do grupo, a Brigada do Coronel Fernando Machado composta por quatro Batalhões seguia na retaguarda, fazendo a segurança do 2º Corpo de Exército. Esta última assegurava a proteção do primeiro grupo, o Esquadrão de Cavalaria da Brigada do Coronel Niederauer Sobrinho.
Quando a força-tarefa aliada chegou à ponte de Itororó, o exército comandado pelo Coronel Serrano já se encontrava no local, aguardando para o confronto com os brasileiros. Por ordem do Marechal Argolo Ferrão Filho, o exército imperial brasileiro iniciou o ataque, enquanto o 1º Batalhão de Infantaria seguia na retaguarda da Brigada do Coronel Fernando Machado para garantir sua segurança. O coronel ordenou, ainda, que cavalarias, brigadas e bocas de fogo seguissem para a ponte para o enfrentamento.
Do lado paraguaio, o Coronel Serrano reforçou a defesa do terreno ocupado, sabendo que a luta na ponte seria difícil, engrossando o número de soldados na ponte apenas com as tropas que estavam mais próximas. A luta dependeria mais da destreza de seus homens do que a quantidade de combatentes sobre o rio. Além disso, uma boca-de-fogo fora colocada estrategicamente próxima à ponte para eliminar qualquer soldado que a ultrapassasse da outra margem.

### Primeira investida
O primeiro embate deu-se com o tenente-coronel João Antônio de Oliveira Valporto, o qual avançou com cinco Companhias do 1º Batalhão de linha em direção à boca-de-fogo postada pelos paraguaios. Sua investida foi positiva, pois conseguiu tomá-la; todavia, viu-se diante de uma grande linha de infantaria inimiga e, ainda, mais quatro bocas-de-fumo, as quais atacaram com poder devastador. Assim sendo, as Companhias do Tenente-Coronel recuaram de forma confusa para o outro lado.

### Segunda investida

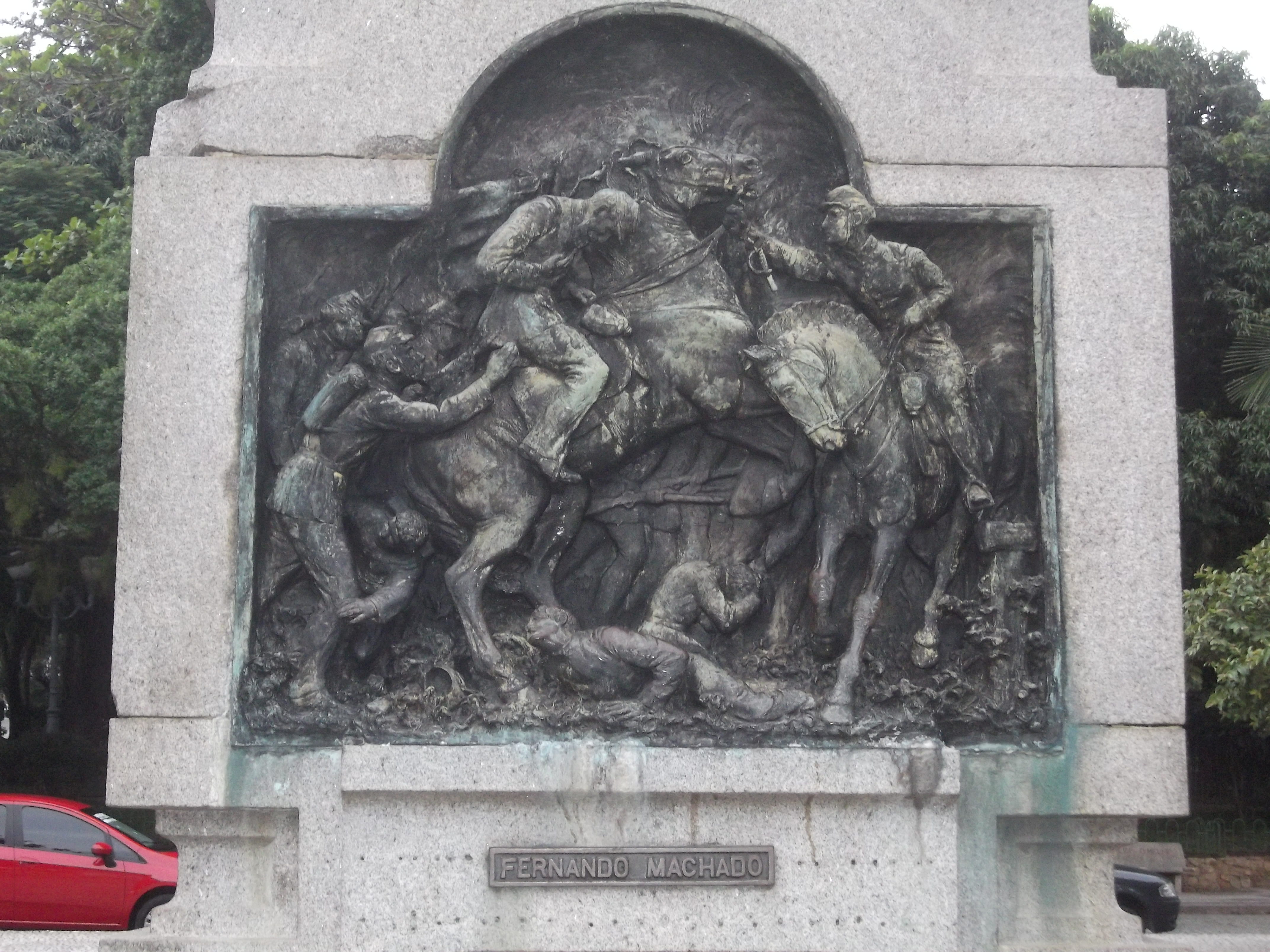
Morte do coronel Fernando Machado (Monumento a Fernando Machado, em Florianópolis, em Santa Catarina, no Brasil).

Ao perceber que o Batalhão recuava, o coronel Fernando Machado avançou sobre a ponte com os Corpos 34º e 48º dos Voluntários da Pátria, arremetendo contra o inimigo, deixando o 13º Corpo de linha de proteção para sua artilharia. Contudo, sua investida foi um fracasso, pois a artilharia inimiga abriu fogo pesado sobre seu grupo, atingindo-o de forma mortal no meio da ponte.

### Terceira investida
João Niederauer Sobrinho atravessou a ponte com 6° Grupo de Lanceiros e, flanqueando os Batalhões do exército imperial brasileiro, atacou violentamente as tropas paraguaias, as quais retrocederam de forma precipitada. Com isso, Niederauer conseguiu tomar as quatro bocas-de-fogo do inimigo, as quais tinham conseguido debandar as fileiras dos batalhões aliados.

### Quarta investida
Com a morte do coronel Fernando Machado de Souza, o tenente-coronel Oliveira Valporto assumiu o comando da 5ª Brigada de Infantaria, informando, ao Comandante da 2ª Divisão, Brigadeiro Salustiano Jerônimo dos Reis, o seguinte:
Acampamento do Comando da 5ª Brigada de Infantaria, junto ao Passo Itá, no Paraguai, 7 de dezembro de 1868.

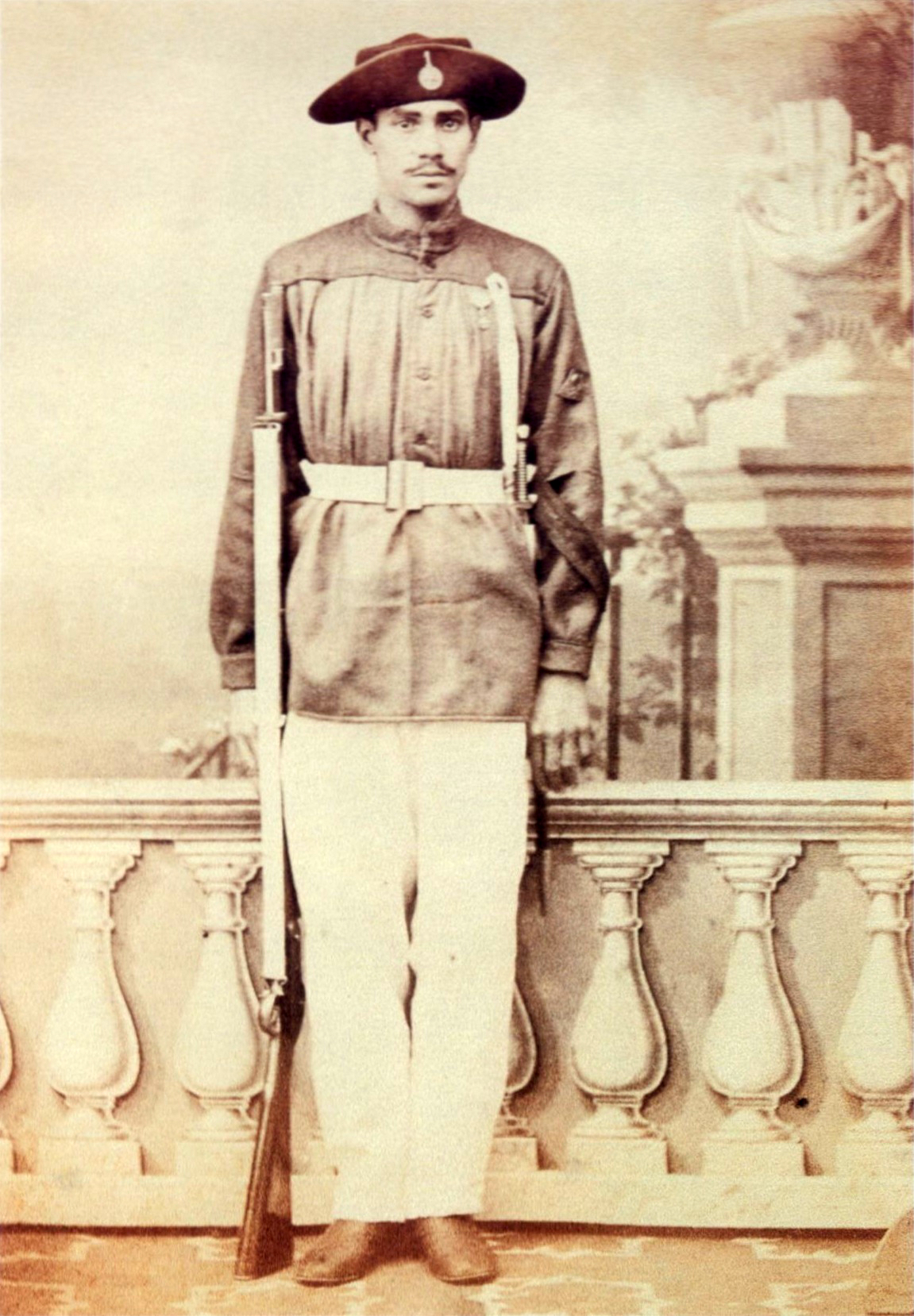
Figura de um Voluntário da Pátria em guerra no Paraguai.

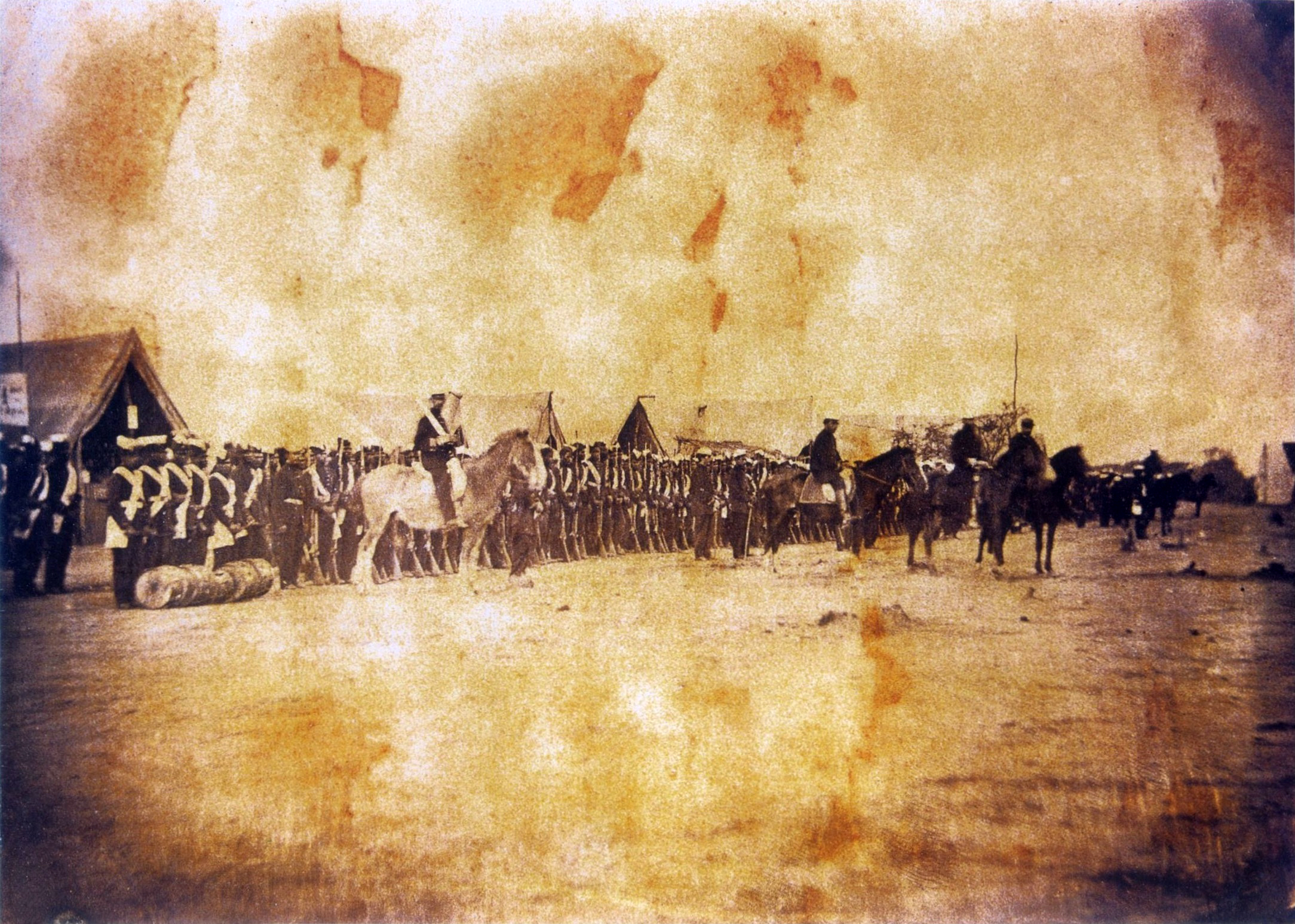
Aspecto da Guerra da Tríplice Aliança.

| “ | llustríssimo e Excelentíssimo Senhor, Parte. Assumindo o comando desta Brigada, ontem, ainda em combate, por ter sido morto por uma bala de metralha, o muito distinto e denodado Coronel Fernando Machado de Souza, cumpre-me, por isto, relatar as ocorrências havidas durante o mesmo combate. Recebi instruções do dito Senhor Coronel, para marchar na Vanguarda da Brigada com o 1° Batalhão de Infantaria do meu comando, destacando para a frente duas Companhias de exploradores com a cavalaria e, reconhecendo esta força que o inimigo achava-se na defensiva além da ponte do Passo Itá, imediatamente tive ordem para avançar com o Batalhão e duas bocas-de-fogo, colocando aquele à direita da estrada e coberto pela mata, seguindo mais uma Companhia de proteção às bocas-de-fogo. O inimigo havia, de antemão, colocado um canhão além da ponte, enfiando seus tiros pela estrada. Nestas condições, recebi instruções do referido Senhor Coronel para carregar sobre a ponte com as cinco Companhias que me restavam e, dando cumprimento, avancei a passo de carga, fazendo deslocar as divisões direitas para a direita, e as esquerdas para a esquerda, deixando assim livre a estrada, e fazendo fogo cruzado sobre a guarnição da peça que varria a estrada com sua metralha; sendo logo abandonada a referida peça, transpus a ponte, achando-me em frente de uma linha inimiga, e recebendo tiros de quatro bocas-de-fogo, que se achavam colocadas em uma eminência na direção da ponte, posição esta muito vantajosa para o inimigo. Ao transpor a ponte, tive necessidade de pedir força para suporte e sustentação da posição tomada, mas, infelizmente, foi nessa ocasião que foi morto o Comandante da Brigada, pelo que tomei a deliberação de exercer aquelas funções e dirigir os Batalhões 34° e 48°, que acabavam de chegar, em linha com o 1 ° Batalhão, ficando o 13° de Infantaria de proteção à Artilharia, até que se tornou preciso reforço. Aqueles três Batalhões sustentaram um nutrido fogo contra o inimigo, que dispunha das três armas em campo e, reforçando as suas linhas e reservas, carregou de frente e flanco esquerdo sobre as nossas linhas e sobre as forças que vinham da ponte, fazendo-nos recuar, apesar de termos também cavalaria apoiando o referido flanco. Chegando à orla do mato e com novos reforços, carregou-se sobre o inimigo, fazendo-lhe muitos mortos, feridos e alguns prisioneiros, ficando em nosso poder armamento, as quatro bocas-de-fogo e um estandarte. Desde que chegaram novos reforços, a direção do combate foi tomada pelo Exmo. Sr. Marechal-de-Campo Alexandre Gomes de Argolo Ferrão Filho, Comandante do 2° Corpo de Exército que, presenciando tudo, poderá avaliar o comportamento dos Corpos de Brigada. Recomendo os nomes do distinto Major Secundino Filafiano de Melo Tamborim, Comandante do 48° Corpo de Voluntários da Pátria; Capitães José Lopes de Barros, Comandante do 13° Batalhão de Infantaria, e José de Almeida Barreto, Comandante do 34° de Voluntários, pela bravura e inteligência com que dirigiram seus Batalhões no combate; os Alferes Assistente do Deputado do Ajudante-General João Luis Alexandre Ribeiro e Ajudante-de-Ordens Adelino Rodrigues da Rocha, pela maneira como se portaram. Esta Brigada teve fora de combate um total de 436 combatentes, sendo: mortos, 8 oficiais e 56 praças; feridos, 15 oficiais e 296 praças; contusos, 7 oficiais e 31 praças, e extraviadas, 23 praças, conforme se vê das inclusas relações, dadas pelos comandantes de corpos. | ” |

### Quinta investida
O Comandante do 48° Corpo de Voluntários informou o seguinte ao Comandante da 5ª Brigada de Infantaria:
Comando do 48° Corpo de Voluntários da Pátria, Passo Itá, 7 de dezembro de 1868.

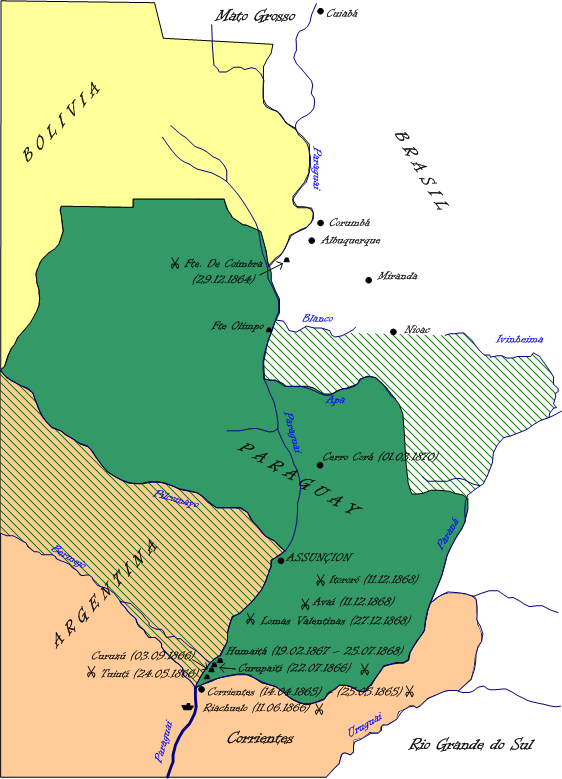
Mapa destacando o palco da batalha.

| “ | llustríssimo Senhor, Em cumprimento à ordem recebida de V. Sa., passo a expor o que ocorreu com o Corpo de meu comando no combate de 6 do corrente. Marchei incorporado à Brigada que fez a vanguarda do Exército, do lugar denominado Santo Antônio e, ao chegarmos à ponte do Passo Itá, encontramos o inimigo que, confiado na posição estratégica daquele lugar, o tinha ocupado com uma força das três armas, avaliada em 8 000 homens, pouco mais ou menos; e logo que nos aproximamos principiou a hostilizar-nos com sua artilharia e infantaria, supondo embargar-nos o passo; sendo, porém, superado este obstáculo pelo Corpo da testa da coluna, tive ordem para, a passo de carga, transpor a ponte, sendo este Corpo o terceiro a desenvolver em linha de batalha para a direita e esquerda do 34° Corpo de Voluntários, o que foi imediatamente cumprido, carregando com o referido 34° e segundo, que formou à minha esquerda, sobre o inimigo, que imediatamente deu as costas: neste ínterim, uma coluna de infantaria inimiga, que vinha em apoio daquela, procurou flanquear-me pela esquerda. Observando este movimento do inimigo, mandei fazer alto e ordenei ao Capitão fiscal Joaquim Teixeira Peixoto de Abreu Lima que, com as duas Companhias da esquerda, formasse um ângulo obtuso com as outras e que estas com fogos oblíquos e aquelas com fogos diretos repelissem a força; isto feito, tornou-se o fogo tão renhido que o inimigo, sofrendo grandes perdas, procurou reunir-se à outra força que tínhamos feito recuar; logo em seguida carregou a nossa cavalaria; porém, tendo a cavalaria inimiga carregado com uma forte coluna pela estrada à esquerda da ponte, e para a qual tínhamos a retaguarda, procurei imediatamente formar um círculo apoiado na orla da mata à direita da ponte, da qual estávamos a mais de 220 metros, repetindo aí a carga da cavalaria inimiga, a qual nos pôs alguns homens fora de combate, entre eles, o Capitão fiscal, que se achando a pé, não pôde logo abrigar-se; porém a repulsa foi tão viva que o referido fiscal foi ainda salvo da morte, recebendo ainda três ferimentos; em seguida mandei fazer fogo sobre o flanco esquerdo do inimigo que havia carregado sobre a ponte, continuando depois a repeli-lo com os outros Corpos, que fizeram as outras cargas até o final do combate. V. Sa. foi testemunha do comportamento deste Corpo, e pode muito bem avaliar o quanto se empenhou em desbaratar o inimigo. Os oficiais e praças cumpriram com seu dever, porém são dignos de especial menção o Capitão fiscal Joaquim Teixeira Peixoto de Abreu Lima, pelo denodo com que se bateu a espada; os Alferes João Pereira Maciel Sobrinho e Columbiano Cândido Rodrigues, que também brigaram à espada; e os Capitães José Constâncio Galo, Raimundo Nonato da Silva, João da Mata dos Santos Filho, Carlos Frederico da Cunha, Domingos das Neves Azevedo e João Cancio da Silva; Tenentes Aureliano Viegas de Oliveira, Antônio Tenório de Melo Costa; Alferes Miguel dos Anjos de Almeida Vilarouca, Manoel Maria de Carvalho, Cláudio do Amaral Varela, pela presença de espírito com que combateram; e o Alferes-Ajudante Paulino Vieira de Melo e Silva que, apesar de se achar a pé, esforçou-se para bem cumprir seus deveres. O Corpo teve fora de combate: mortos, 3 oficiais e 16 praças de pré; feridos, 5 oficiais e 90 praças; contusos, 2 oficiais e uma praça; e extraviadas, 17 praças, das quais inclusa remeto a V. Sa. a competente relação. Deus guarde a V. Sa. llustrissímo Sr. Tenente-Coronel João Antônio de Oliveira Valporto, Comandante da 5a Brigada de Infantaria. | ” |

Entre os oficiais mortos, enumerados na parte anterior por Secundino Filafiano de Melo Tamborim, estavam o tenente Durval Candido Tourinho de Pinho e o alferes José Sebastião Cardoso; os feridos foram os capitães Joaquim Teixeira Peixoto de Abreu Lima, José Constâncio Galo, alferes secretário João Pereira Maciel Sobrinho, alferes Lela Francisco de Santiago, Columbiano Candido Rodrigues; contundidos, os tenentes Aureliano Viegas de Oliveira e Antônio Tenório de Melo Costa.

### Sexta investida

Brasão do Marechal Caxias.

O exército imperial brasileiro estava enfraquecendo, perdendo muitos homens e deixando outros tantos fora de combate por conta de ferimentos graves ou contusões. O atraso no aparecimento do general Osório para combate, conforme determinado previamente pelo marechal Marquês de Caxias, fez com que este último, aos 65 anos de idade, marchasse em direção ao inimigo, dando vivas ao imperador e convocando os brasileiros para o que parecia ser o "tudo ou nada" deste primeiro episódio da Guerra da Tríplice Aliança. Os soldados enfraquecidos, porém tocados pela bravura de seu marechal, seguiram-no para o embate final com ânimo redobrado e tomaram a posição de maneira definitiva.

## Resultado
O lado brasileiros teve 1 864 baixas (149 oficiais), sendo 285 mortos (45 oficiais), 1 356 feridos (79 oficiais), 128 contusos (2 oficiais) e 95 praças extraviadas. O lado paraguaio teve 1 600 baixas, entre mortos e feridos. Durante os combates, morreu ainda o brigadeiro Hilário Maximiniano Antunes Gurjão, além do marechal Argolo ter sido ferido e retirado do campo de batalha.